# Kamba (Brasile)
I kamba sono un gruppo etnico del Brasile, vicino all'estinzione, con una popolazione stimata in circa 2.400 individui.

## Storia
Discendenti dall'omonima popolazione boliviana, i kamba parlano la lingua spagnola (codice ISO 639: SPN) e sono principalmente di fede animista.
Vivono nei pressi di Corumbá, nello stato brasiliano del Mato Grosso do Sul.